# DAPP1
DAPP1‏ (Dual adaptor of phosphotyrosine and 3-phosphoinositides 1) هوَ بروتين يُشَفر بواسطة جين DAPP1 في الإنسان.